# C-League 2021
La C-League 2021 è stata la 37ª edizione della massima competizione nazionale per club della Cambogia.

## Squadre Partecipanti
| Squadra                     | Città               | Stadio                   | Capacità | Stagione precedente         |
| --------------------------- | ------------------- | ------------------------ | -------- | --------------------------- |
| Angkor Tiger                | Siem Reap           | SRU Stadium              | 5,000    | C-League (10°)              |
| Asia Euro United            | Provincia di Kandal | AEU Sport Park           | 2,500    | C-League (8°)               |
| Boeung Ket                  | Phnom Penh          | Cambodia Airways Stadium | 2,600    | C-League (1°)               |
| Electricite du Cambodge     | Phnom Penh          | EDC Stadium              | 300      | C-League (12°)              |
| Kirivong Sok Sen Chey       | Provincia di Takéo  | Kirivong Stadium         | 1,000    | C-League (8°)               |
| Nagaworld                   | Phnom Penh          | TBD                      | TBD      | C-League (6°)               |
| National Police Commissary  | Phnom Penh          | TBD                      | TBD      | C-League (9°)               |
| Phnom Penh Crown            | Phnom Penh          | Smart RSN Stadium        | 5,000    | C-League (3°)               |
| Preah Khan Reach Svay Rieng | Svay Rieng          | Svay Rieng Stadium       | 2,150    | C-League (2°)               |
| Prey Veng                   | Prey Veng           | Prey Veng Stadium        | TBD      | Cambodia Second League (1°) |
| Soltilo Angkor              | Siem Reap           | SRU Stadium              | 5,000    | C-League (11°)              |
| Tiffy Army                  | Phnom Penh          | RCAF Old Stadium         | 20,000   | C-League (4°)               |
| Visakha                     | Phnom Penh          | Prince Stadium           | 10,000   | C-League (5°)               |

## Giocatori stranieri
Il numero di giocatori stranieri è limitato a cinque per squadra. Una squadra può usare quattro giocatori stranieri sul campo in ogni partita, incluso almeno un giocatore della regione AFC.
I nomi dei giocatori in grassetto indica che il giocatore è registrato durante la finestra di trasferimento di metà stagione.
| Squadra                   | Giocatore 1          | Giocatore 2      | Giocatore 3     | Giocatore 4 | Giocatore asiatico |
| ------------------------- | -------------------- | ---------------- | --------------- | ----------- | ------------------ |
| Angkor Tiger              | Ata Inia             | Maksim Taleyko   | Eliel Guardiano |             | Kosuke Uchida      |
| AEU                       | Abbee Ndjoo          | Magson Dourado   | Samuel Ajayi    |             | Kanta Asami        |
| Boeung Ket                | Anderson Zogbe       | Kenta Yamazaki   | Mothusi Gopane  |             | Hikaru Mizuno      |
| Electricite du Cambodge*  |                      |                  |                 |             |                    |
| Kirivong Sok Sen Chey     | David Julien         |                  |                 |             | Taku Yanagidate    |
| Nagaworld                 | Marques Marcio       | Súper            | Petru Leucă     |             | Fumiya Kogure      |
| National Defense Ministry | Romário              | Takumu Nishihara | Rio Sakuma      |             | Yuta Kikuchi       |
| National Police           | Baldwin Ngwa         | Brian Longnyo    | Shane Booysen   |             | Tsubasa Mitani     |
| Phnom Penh Crown          | Andrés Nieto         | Matheus Souza    | Yudai Ogawa     |             | Tsubasa Mitani     |
| Svay Rieng                | Privat Mbarga        | Thiago Santos    | Paddy Barrett   | Mika        | Daisuke Kobayashi  |
| Prey Veng                 | Ajayi Opeyemi Korede |                  |                 |             | Alisher Mirzaev    |
| Soltilo Angkor            |                      |                  |                 |             | Unno Tomoyuki      |
| Visakha                   | Mohammed Khan        | Marcus Haber     | Charlie Machell |             | Mustafa Zazai      |

- Nota: L'Electricite du Cambodge non usa giocatori stranieri.

## Classifica
|  | Pos. | Squadra                   | Pt | G  | V | N | P | GF | GS | DR  |
|  | ---- | ------------------------- | -- | -- | - | - | - | -- | -- | --- |
|  | 1.   | Visakha                   | 28 | 12 | 8 | 4 | 0 | 44 | 13 | +31 |
|  | 2.   | Phnom Penh Crown          | 28 | 12 | 8 | 4 | 0 | 41 | 13 | +28 |
|  | 3.   | Svay Rieng                | 25 | 12 | 8 | 1 | 3 | 38 | 19 | +19 |
|  | 4.   | Nagaworld                 | 25 | 12 | 7 | 4 | 1 | 33 | 21 | +12 |
|  | 5.   | Boeung Ket                | 24 | 12 | 8 | 0 | 4 | 20 | 11 | +9  |
|  | 6.   | Angkor Tiger              | 21 | 12 | 6 | 3 | 3 | 17 | 13 | +4  |
|  | 7.   | National Defense Ministry | 19 | 12 | 5 | 4 | 3 | 19 | 14 | +6  |
|  | 8.   | Kirivong Sok Sen Chey     | 13 | 12 | 4 | 1 | 7 | 15 | 23 | -8  |
|  | 9.   | AEU                       | 13 | 12 | 4 | 1 | 7 | 24 | 38 | -14 |
|  | 10.  | Electricite du Cambodge   | 7  | 12 | 2 | 1 | 9 | 7  | 38 | -31 |
|  | 11.  | Prey Veng                 | 6  | 12 | 1 | 3 | 8 | 18 | 26 | -8  |
|  | 12.  | Soltilo Angkor            | 5  | 12 | 1 | 2 | 9 | 9  | 35 | -26 |
|  | 13.  | National Police           | 4  | 12 | 0 | 4 | 8 | 9  | 27 | -18 |

Legenda:
      Ammesse alla Poule scudetto
      Ammesse alla Poule retrocessione
Note:

Tre punti a vittoria, uno a pareggio, zero a sconfitta.
In caso di arrivo di due o più squadre a pari punti, la graduatoria verrà stilata secondo la classifica avulsa tra le squadre interessate che prevede, in ordine, i seguenti criteri:
- Punti generali
- Differenza reti generale
- Reti realizzate in generale
- Partite vinte in generale
- Partite vinte in trasferta
- Punti negli scontri diretti
- Differenza reti negli scontri diretti
- Differenza reti generale
- Sorteggio

### Poule scudetto
|                     | Pos. | Squadra                   | Pt | G  | V  | N | P  | GF | GS | DR  |
| ------------------- | ---- | ------------------------- | -- | -- | -- | - | -- | -- | -- | --- |
| Cambogia (bandiera) | 1.   | Phnom Penh Crown          | 44 | 19 | 13 | 5 | 1  | 55 | 18 | +37 |
|                     | 2.   | Svay Rieng                | 42 | 19 | 13 | 3 | 3  | 58 | 26 | +32 |
|                     | 3.   | Visakha                   | 40 | 19 | 11 | 7 | 1  | 56 | 19 | +37 |
|                     | 4.   | Nagaworld                 | 37 | 19 | 11 | 4 | 4  | 52 | 34 | +18 |
|                     | 5.   | Boeung Ket                | 35 | 19 | 11 | 2 | 6  | 30 | 21 | +9  |
|                     | 6.   | Angkor Tiger              | 28 | 19 | 8  | 4 | 8  | 31 | 30 | +1  |
|                     | 7.   | National Defense Ministry | 23 | 19 | 6  | 5 | 8  | 25 | 28 | -3  |
|                     | 8.   | Kirivong Sok Sen Chey     | 13 | 19 | 4  | 1 | 14 | 22 | 54 | -32 |

### Poule retrocessione
|  | Pos. | Squadra                 | Pt | G  | V | N | P  | GF | GS | DR  |
|  | ---- | ----------------------- | -- | -- | - | - | -- | -- | -- | --- |
|  | 1.   | National Police         | 16 | 16 | 4 | 4 | 8  | 20 | 32 | -12 |
|  | 2.   | AEU                     | 14 | 16 | 4 | 2 | 10 | 30 | 49 | -19 |
|  | 3.   | Electricite du Cambodge | 12 | 16 | 3 | 3 | 10 | 14 | 46 | -32 |
|  | 4.   | Prey Veng               | 11 | 16 | 2 | 5 | 9  | 23 | 30 | -7  |
|  | 5.   | Soltilo Angkor          | 8  | 16 | 1 | 5 | 10 | 12 | 39 | -27 |

Legenda:

      Campione della Cambogia e ammessa alla fase a gironi della Coppa dell'AFC 2022

      Ammessa ai play-off della Coppa dell'AFC 2022

      Retrocessa in Cambodian Second League 2022

Note:
Tre punti a vittoria, uno a pareggio, zero a sconfitta.

## Statistiche

### Classifica in divenire
Legenda
| Colore | Significato |
| ------ | ----------- |
| rosso  | sconfitta   |
| bianco | pareggio    |
| verde  | vittoria    |

|                           | 1ª | 2ª | 3ª | 4ª | 5ª | 6ª | 7ª | 8ª | 9ª | 10ª | 11ª | 12ª | 13ª |
| ------------------------- | -- | -- | -- | -- | -- | -- | -- | -- | -- | --- | --- | --- | --- |
| Angkor Tiger              | 1  | 4  | 7  | 10 | 13 | 16 | 19 | 19 | 19 | 20  | 20  | 21  | 21  |
| AEU                       | 0  | 0  | 0  | 3  | 3  | 6  | 6  | 6  | 6  | 7   | 10  | 10  | 13  |
| Boeung Ket                | 0  | 3  | 3  | 6  | 6  | 9  | 12 | 12 | 15 | 18  | 21  | 24  | 24  |
| Electricite du Cambodge   | 3  | 3  | 3  | 3  | 3  | 3  | 3  | 6  | 6  | 7   | 7   | 7   | 7   |
| Kirivong Sok Sen Chey     | 3  | 3  | 6  | 6  | 9  | 9  | 9  | 9  | 12 | 12  | 15  | 15  | 15  |
| Nagaworld                 | 3  | 4  | 7  | 7  | 10 | 11 | 11 | 14 | 17 | 18  | 19  | 22  | 25  |
| National Defense Ministry | 1  | 2  | 5  | 5  | 8  | 9  | 12 | 15 | 15 | 15  | 16  | 16  | 19  |
| National Police           | 0  | 1  | 1  | 1  | 1  | 1  | 1  | 2  | 2  | 2   | 3   | 3   | 3   |
| Phnom Penh Crown          | 3  | 3  | 6  | 9  | 12 | 13 | 16 | 17 | 20 | 21  | 22  | 25  | 28  |
| Prey Veng                 | 1  | 4  | 4  | 4  | 4  | 4  | 4  | 5  | 5  | 6   | 6   | 6   | 6   |
| Soltilo Angkor            | 0  | 0  | 0  | 0  | 0  | 3  | 3  | 3  | 0  | 4   | 4   | 5   | 5   |
| Svay Rieng                | 0  | 3  | 3  | 6  | 9  | 9  | 12 | 13 | 16 | 19  | 19  | 22  | 25  |
| Visakha                   | 1  | 2  | 5  | 8  | 8  | 9  | 12 | 15 | 18 | 19  | 22  | 25  | 28  |